# Cantone di Le Grand-Quevilly
Il Cantone di Le Grand-Quevilly è una divisione amministrativa dell'arrondissement di Rouen.
A seguito della riforma complessiva dei cantoni del 2014 è passato da 1 a 2 comuni.

## Composizione
Prima della riforma del 2014 comprendeva solo parte del comune di Le Grand-Quevilly. Dal 2015 comprende i comuni di:
- Le Grand-Quevilly
- Petit-Couronne